# 淮北与淮南
淮北与淮南，指淮河南北地区。淮北地区即淮河以北至黄河沿岸，淮南地区即淮河以南到长江沿岸的广大地区。因时间及地理变迁，历代以来，淮南、淮北所指范围不尽相同。基于现行行政区划，所指淮南与淮北地区，皆属河南、安徽、山东、江苏四省。
自然地理中，当代地理学通常以1952年完工的苏北灌溉总渠作为秦岭-淮河线的最东段，视为中国南北，以及在江苏省境内的淮南、淮北地区分界线。又或是，以分隔淮河流域的废黄河（古淮河）为淮南、淮北地区分界线。

## 淮北地区
今狭义上的淮北地区由山东南部，河南、安徽和江苏的淮河以北部分组成。或将山东排除在外，在自然地理上，定义为淮北低平原（安徽省的皖北平原及河南省南部的淮北低平原部分）和苏北平原(包括江苏省洪泽湖- 废黄河（淮河故道）以北的地区)。

## 淮南地区
今狭义上的淮南地区由河南、安徽、江苏的淮河以南部分组成。特别的是，在江苏省境内，与淮北地区对应的用词是江淮之间，近似于苏中地区的定义。

### 历史上的淮南
《尔雅·释地篇第九》写道：“江南曰扬州。”“江南”在成书于秦、汉以前的古籍之中即特指淮南之地，直至东汉时期起江南的概念才被其南方的江东所代替。扬州开始泛指大约今江苏、安徽淮河以南部分，上海、浙江、福建全部，江西、广东的一部分。
历史上以淮南命名的行政区：
- 淮南国，西汉封国之一，存在时间为前203年-前122年。淮南国辖境为九江郡、衡山郡、庐江郡、豫章郡四郡。淮南国共历3王。
- 淮南郡，中国三国曹魏至唐朝的一个郡，曾名九江郡、南梁郡。
- 唐太宗贞观元年（627年）设立淮南道，江南道的范围处于淮河与长江中间，分扬州、楚州、濠州、和州、滁州、庐州、寿州、舒州、蕲州、黄州、沔州、安州、申州和光州。
- 北宋置淮南路，熙宁五年（1071年）分淮南路为东西两路，淮南西路（今安徽大部、河南省和湖北省的东部）、淮南东路（苏北、苏中和安徽天长一带）。
- 明朝設立南直隸，清初改称江南省，1667年分为江苏省、安徽省。从南直隶到今天的江苏省和安徽省包括了淮河流域以南的区域。
- 1949年1月18日国民政府从安徽省撤出，同年3月，中共中央华东局决定在淮南三镇的基础上设立淮南煤矿特别行政区；4月，淮南煤矿特别行政区改设为淮南矿区。1950年9月，建县级淮南市，属于皖北行署区。1952年皖北、皖南合并恢复安徽省后，6月建立省辖淮南市，并入安徽省。

### 备注
1. ↑  废黄河即黄河夺淮前的古淮河，现将淮河流域分割成淮河与沂沭泗河两个水系。
2. ↑  在江苏省境内，淮北地区和江淮之间即苏北地区，它们与苏南地区组成了江苏省。

### 引用
1. ↑  王龙俊、陈荣振、朱新开、杨力、姜东、陈维新、李旭. . 江苏农业科学 (江苏省南京市: 江苏省农业科学院). 2002, (2002年第2期): 15–18. ISSN 1002-1302 （简体中文）. 江苏小麦……以淮河—苏北灌溉总渠为界，分属两大类型，淮北属北方冬麦区黄淮平原生态型，淮南属南方冬麦区长江中下游平原生态型。
2. 1 2  陈百明. . 自然资源 (北京市: 中国科学院地理科学与资源研究所). 1989, (1989年第6期): 45–48. ISSN 1007-7588. （原始内容存档于2019-09-25） （简体中文）. 淮北地区指淮北低平原(包括安徽省的皖北平原及河南省南部的淮北低平原部分)和苏北平原(包括江苏省洪泽湖和苏北灌溉总渠以北的地区)
3. ↑  . . 主编：戴玉凯、陈茂满、徐泺初、许荫桐、方文举、王韬、张经文 (江苏古籍出版社). 2001: 466  [2019-09-25]. ISBN 7-80643-555-7. （原始内容存档于2019-09-25） （简体中文）. 江苏省一千年卤潮灾害统计表……淮北(苏鲁边界至废黄河口)淮南(废黄河口至长江口)
4. ↑  姜奇卉. . 2019-02-15  [2019-09-24]. （原始内容存档于2019-09-24） （简体中文）.
5. ↑  . 编辑：中国天气网江苏站. 中国天气网. 2019-06-25  [2019-09-24]. （原始内容存档于2019-09-24） （简体中文）.
6. ↑  《古代荆楚地理新探》（武汉大学出版社出版，1988年10月第一版）
7. ↑  钱大昕：《十驾斋养新录》卷十一《江南》